# Demi-habile
Le demi-habile ou demi-savant est une notion philosophique désignant une personne capable de débuter un raisonnement mais ne poussant pas la réflexion assez loin, le terme de demi-habile faisant plutôt référence à la notion développée par Blaise Pascal.

## Notion selon Pascal
Pascal répartit les personnes par une gradation : le peuple, les demi-habiles, les habiles, les dévots (superficiels et apparentés à un conformisme social) et les chrétiens authentiques. 
« Raison des effets. — Gradation. Le peuple honore les personnes de grande naissance. Les demi-habiles les méprisent, disant que la naissance n’est pas un avantage de la personne, mais du hasard. Les habiles les honorent, non par la pensée du peuple, mais par la pensée de derrière. Les dévots qui ont plus de zèle que de science les méprisent, malgré cette considération qui les fait honorer par les habiles, parce qu’ils en jugent par une nouvelle lumière que la piété leur donne. Mais les chrétiens parfaits les honorent par une autre lumière supérieure. Ainsi se vont les opinions succédant du pour au contre, selon qu’on a de lumière. » Pensées (1669) de Blaise Pascal.

## Notion selon Bourdieu
Pour Pierre Bourdieu les demi-savants sont en proie à l'« obscurantisme de la raison », pouvant ridiculiser des idées dont ils ne comprennent pas la raison.